# Wolfgang Dremmler
Wolfgang Dremmler (født 12. juli 1954 i Salzgitter, Vesttyskland) er en tysk tidligere fodboldspiller, der spillede som midtbanespiller eller alternativt forsvarer for klubberne Eintracht Braunschweig og FC Bayern München. Med Bayern nåede han at vinde fire tyske mesterskaber og tre pokaltitler. Han spillede desuden 27 kampe og scorede tre mål for Vesttysklands landshold, som han blandt andet vandt sølv med ved VM i 1982 i Spanien.

## Titler
Bundesligaen
- 1980, 1981, 1985 og 1986 Bayern München

DFB-Pokal
- 1982, 1984 og 1986 med Bayern München